# Huolin Gol
Holingol, còn được gọi là Huolin Gol hay Huolinguole, tiếng Trung: 霍林郭勒; bính âm: Huòlínguōlēi, Hán Việt:Hoắc Lâm Quách Lặc) là một thành phố cấp huyện của địa cấp thị Thông Liêu, khu tự trị Nội Mông Cổ, Trung Quốc.

### Nhai đạo
- Châu Tư Hoa (珠斯花街道)
- Mạc Tư Đài (莫斯台街道)
- Bảo Nhật Hô Cát Nhĩ (宝日呼吉尔街道)
- Sa Nhĩ Hô Nhiệt (沙尔呼热镇)

### Tô mộc
- Đạt Lai Hồ Thạc (达莱胡硕苏木)